# Бустрём, Пеппи
Пе́ппи Бу́стрём (швед. Peppi Boström, в девичестве светлейшая княжна Параскева Александровна Сайн-Витгенштейн-Берлебург швед. Paraskewa von Sayn-Wittgenstein-Berleburg; 8 (20) ноября 1895, Санкт-Петербург, Российская империя — 1 августа 1976, Таммисаари, Финляндия) — финская шведоязычная писательница, из российского княжеского рода Сайн-Витгенштейн-Берлебургов.

## Биография
Родилась 8 ноября 1895 года в Санкт-Петербурге в семье светлейшего князя и флигель-адъютанта Александра Фердинандовича Сайн-Витгенштейн-Берлебург (1869—1901) и Елизаветы Фёдоровны фон Дингельштедт (1874—1964). Её дед Фердинанд Карлович Сайн-Витгенштейн-Берлебург был генерал-лейтенантом российской императорской армии, а бабушка княжна Прасковья Александровна Дадиани (1847—1919) была дочерью князя Александра Леоновича Дадиани. Из Санкт-Петербурга семья часто выезжала в Польшу и Прибалтику, где проживала в собственных имениях.

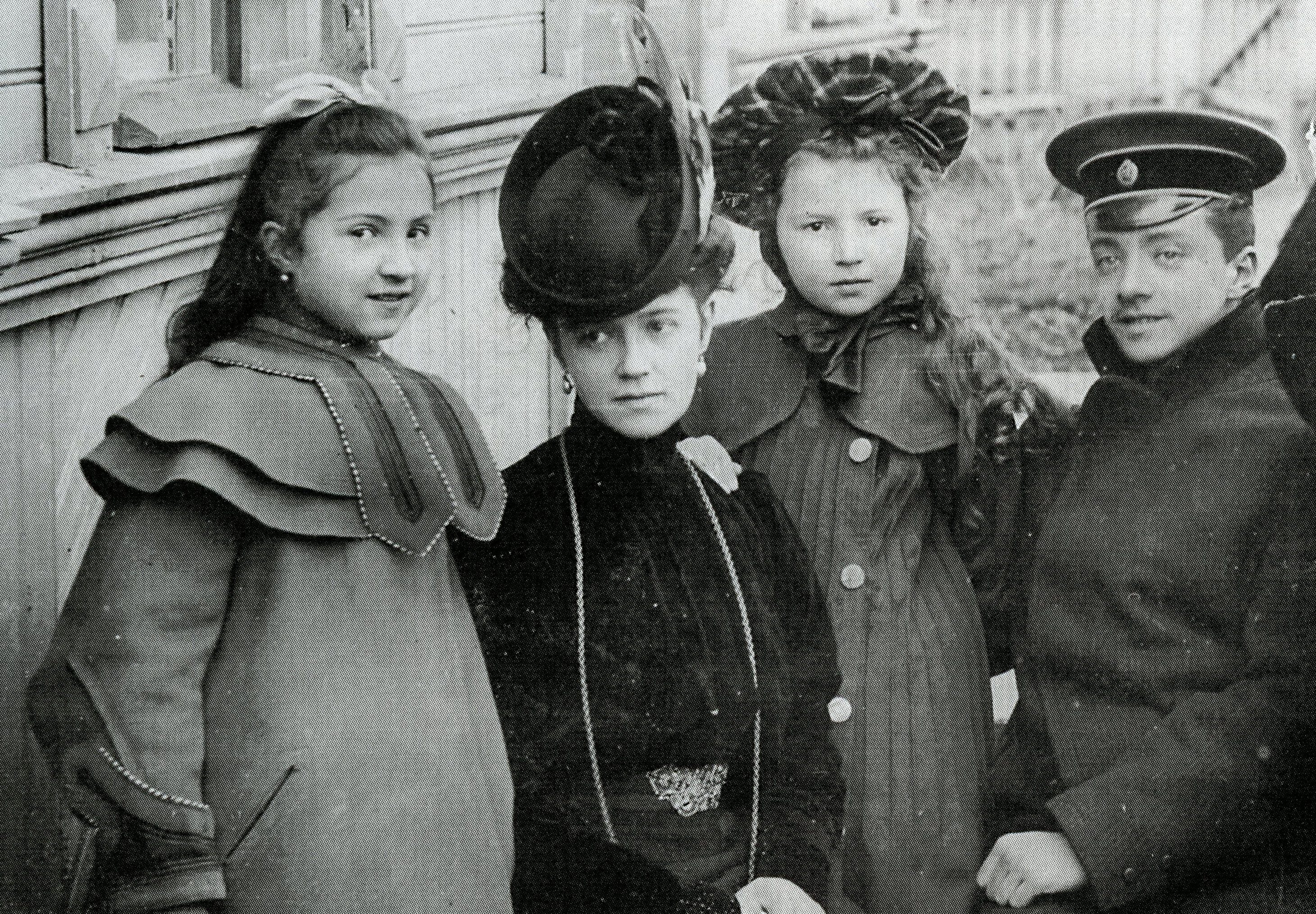
Параскева (слева) с матерью и родственниками; Санкт-Петербург, 1905 год

Когда девочке было шесть лет, 16 августа 1901 года, на дуэли с подполковником Евгением Яковлевичем Максимовым трагически погиб её отец. Осиротев, девочка с матерью находилась под опекой императора Николая II, зимой проживая в Зимнем дворце, а летом — в Царском селе. С 1910 года летнее время мать и дочь часто проводили время в Нодендале, в Великом княжестве Финляндском.
В 1916 году, вместе с матерью, иммигрировала в Финляндию, где поселились в небольшом деревянном доме в городе Або (Koulukatu, 10). В 1921 году по этому же адресу был возведён новый каменный дом. Семья жила за счёт продажи драгоценностей, а также давая уроки французского и немецкого языков в школе Хеурлин (Heurlinin koulu). Именно там Параскева познакомилась с преподавателем шведского языка и философии Биргером Хуго Бустрёмом (1899—1994) за которого в 1930 году вышла замуж. Все проживали в доме по Brahenkatu, 1, а в браке Пеппи и Биргера родилось четверо детей.
Занималась литературным творчеством, создавая рассказы на шведском языке. В 1943 году в Турку была опубликована её книга «Strampedini och de tre fruntimren samt andra fantastiska berättelser».
Скончалась 1 августа 1976 года и похоронена вместе с супругом на новом кладбище в Таммисаари
Примечательно, что её прапрадед, барон Григорий Владимирович фон Розен, был одним из русских генералов, завоевавших Финляндию в 1808-1809 гг.